# Tulebras
Tulebras település Spanyolországban, Navarra autonóm közösségben. Tulebras Cascante, Barillas és Monteagudo községekkel határos. Lakosainak száma 155 fő (2024).

## Népesség
A település népessége az elmúlt években az alábbi módon változott:
| Lakosok száma | 106  | 107  | 125  | 129  | 127  | 125  | 123  | 128  | 152  | 155  |
|               | 2001 | 2004 | 2007 | 2009 | 2012 | 2014 | 2017 | 2019 | 2022 | 2024 |